# Maria Kotarba
Maria Kotarba (1907. szeptember 4. Nowy Sącz közelében – 1956. december 30., eltemetve Owczaryban) a lengyel ellenállási mozgalom résztvevője, holokauszttúlélő. A Jad Vasem 2005. szeptember 18-án a Világ Igazai közé választotta, mivel életét veszélyeztetve két koncentrációs táborban is zsidó foglyok életét mentette meg.

## Élete

### Az ellenállási mozgalomban
Miután a náci vezetésű Németország 1939 szeptemberében megszállta Lengyelországot a katolikus Maria Kotarba szemtanúja volt a vele együtt Gorlice mellett élő zsidó szomszédjainak kiirtásának, s ekkor megfogadta, hogy annyi zsidót ment meg, amennyit csak tud.
Maria a lengyel ellenállási mozgalom gyorspostása lett, aki titkos üzeneteket továbbított és terjesztett a helyi partizáncsoportok között. A Gestapo politikai fogolyként őrizetbe vette, kínozta, vallatta, majd Tarnówban bebörtönözték. Végül 1943. január 6-án az auschwitzi koncentrációs táborba deportálták.

### Auschwitzban
Auschwitzban a 27995-ös rabszámot kapta. Különböző munkák után 1943 közepén a kertészeti dolgozók csoportjába (Kommando Gartnerei) került. A táborhoz közel fekvő Rajsko település elkobzott veteményeskertjeiben dolgoztatták és különböző segédmunkákat végzett.
1943 nyarára megszervezték a táboron belüli ellenálló mozgalmat, és ennek Kotarba is a tagja lett. Korábbi gyorspostási munkájának híre a tarnówi börtönből egészen idáig elkísérte. Mariát bevonták az élelmiszerek, gyógyszerek és a külső ellenálló csoportoktól származó információk táboron belülre csempészésébe..

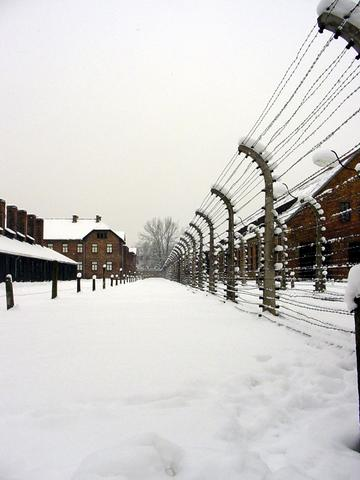
Auschwitz

#### Barátság és életmentés
A táborban ismerkedett meg a białystoki zsidó gettóból ide deportált Lena Mankowskával. Lena úgy élte túl a kiválogatást, hogy nemzsidó külsejének köszönhetően politikai fogolynak nézték. A két nő mély és tartós barátságot kötött. Maria tudatában volt Lena veszélyes helyzetének, és minden tőle telhetőt megtett annak érdekében, hogy segítsen neki, valamint Lena testvérének, Gutának és a testvér Henia Trysk nevű barátjának, akik a lublin-majdaneki koncentrációs táborból érkeztek Auschwitzba. Lena Mariát "Auschwitz mamájának" (lengyelül Mateczka) nevezte. Gyorspostásként Maria szállította az orvosságokat a raborvosoknak, és ezen felül más ellátmányt is behozott, amit elosztottak. Maria meglévő kapcsolatait felhasználva elintézte, hogy Lena, amikor beteg lett, világosabb szobába kerüljön, és a részlegében lévő kicsi kályhán estéről estére levest főzött neki.
1945 januárjában az SS Birkenaun keresztül a náci Németország területén mélyebbre menekítette a koncentrációs tábort. A két nő egymástól elválasztva hideg, nyitott vagonokon érkezett Ravensbrückbe. Maria félholtan találta meg zsidó barátját a hóban, és saját barakkjába vitte. 1945 februárjában az SS megint elmasíroztatta a foglyokat, most a Neustadt-Glewei altáborba. Itt szabadította fel őket a Vörös Hadsereg 1945 májusában. Ezt követően a két barát úgy vált el, hogy Maria semmilyen ellenszolgáltatást nem várt el Lenától.

### 1945 után
Maria visszatért lengyelországi otthonába. Soha nem nyerte vissza teljesen egészségét. 1956-ban hajadonon halt meg. Lena Mankowska megházasodott, és az Egyesült Királyságban telepedett le. 

## Halála utáni elismerése
1997-ben Lena sikertelenül próbálta meg elérni Jeruzsálemben a Jad Vasemnél, hogy Maria, az ő „auschwitzi angyala” nevét felvegyék a Világ Igazai közé. Egy brit író, James Foucar 2005 januárjában Lena vallomásával ismét ellátogatott Jeruzsálembe, s a Jad Vasem ennek hatására 2005. december 8-án elismerte Maria hősiességét, és kitüntette a Világ igaza címmel.